# Кеннеди, Чарльз (экономист)
Чарльз Кеннеди (англ. Charles Kennedy; 1923 — 4 ноября 1997) — шотландский экономист, педагог, автор книг.

## Биография
Учился в Оксфорде, после чего стал преподавать в Имперском колледже Лондона, Оксфордском университете, университетах Вест-Индии и Кента (Кентербери). Занимал пост директора Банка Ямайки. Экономист выделялся эксцентричным поведением; он страдал необычной библиотечной фобией: не мог войти в библиотеку один без сопровождения и даже с провожатым испытывал неудобства.

## Основные произведения
- «Промышленная эффективность и рост» (англ. Industrial Efficiency and Growth, 1955);
- «Технический прогресс и инвестиции» (англ. Technical Progress and Investment, 1961);
- «Кейнсианская теория в открытой экономике» (англ. Keynesian Theory in an Open Economy, 1966).